# 艾塞克斯級航空母艦
艾塞克斯級航空母艦（英語：Essex-class aircraft carrier）是美國在第二次世界大戰前後建造的航空母艦。同時是史上建造數量最多的大型航空母艦，並在太平洋戰爭及韓戰擔當主力，少數艾塞克斯級亦參與了越戰。韓戰後海軍主要將艾塞克斯級重編為攻擊航母及反潛航母，其後亦有改為兩棲突擊艦、訓練艦、甚或飛機運輸艦。大部分艾塞克斯級於1960及1970年代陸續退役拆解，而少數則延至1980及1990年代。美國保留了四艘艾塞克斯級作博物館艦，而一艘則鑿沉作人工魚礁。
艾塞克斯級的艦體亦有多次大型改動，包括二戰期間建造的長艦體艾塞克斯級（Long hull Essex）；使艦體可起降噴射機的SCB-27改建；加裝斜角飛行甲板的SCB-125改建；及強化反潛航母的SCB-144改建。各艦的武裝、艦載機及載員，在服役時亦各有更動。

## 設計背景
艾塞克斯級的設計背景，與第二次世界大戰前的國際局勢息息相關。1936年12月31日，華盛頓海軍條約失效。此時美軍已建造了兩艘約克鎮級航空母艦：約克鎮號及企業號，並應條約所限建造了胡蜂號。1935年，列強召開第二次倫敦海軍會議，並限制締約國的航空母艦噸位不可超越23,000噸。但日本在1936年1月退出會議，羅斯福決心加倍擴充海軍，以制衡日本。在海軍委員會（House Naval Affairs Committee）主席卡爾·文森推動下，美國國會於1938年5月17日通過第二次文森法案（Second Vinson Act），擴大海軍規模兩成，同時增加40,000噸航空母艦噸位。雖然約克鎮級有載機量不足等問題，美軍仍先用20,000噸用作建造大黃蜂號，以解燃眉之急，而另外20,000噸則用作建造改良的約克鎮級航空母艦，編號為CV-9，亦即後來的艾塞克斯號。
艾塞克斯級的設計，主要針對約克鎮級的不足。約克鎮級在1933年開始建造，設計上可搭載90架飛機，但至1939年，諸如F4F、TBD等新式飛機的大小、重量、耗油量到武裝，均遠勝從前，使約克鎮級的載機量下降至81架，作戰力受損。而新式飛機作業需要更大機庫；更長飛行甲板；增加儲油量；彈射器、攔截索（Arresting gear）、攔截網、升降台等亦須強化。同時，海軍更要求新式航空母艦必須強化防空火力及防禦，同時保持高速。不論是文森法案授權的20,000噸位，還是條約限制的23,000噸，均不足應用。
9月1日，德國入侵波蘭，第二次世界大戰爆發，海軍條約即時失效。艾塞克斯級的設計再無噸位限制，而美國亦隨即加速建艦。1940年6月14日，國會通過兩洋海軍法案（Two Ocean Navy Act），授權建造CV-10、CV-11及CV-12。月底法國淪陷，國會於8月16日再修訂法案，授權建造CV-13、CV-14、CV-15、CV-16、CV-17、CV-18及CV-19。
此時艾塞克斯級的設計亦將有定案。主要內容包括：
- 飛行甲板伸長至872呎；
- 艦艏、艦艉及左弦外部各設一座升降台；
- 甲板及機庫各設一座彈射器；
- 採用兩個亚特蘭大級輕巡洋艦的引擎，共可輸出150,000馬力；
- 搭載五個飛行小隊（後來改為四個），並36架戰機、36架轟炸機及18架後備飛機；
- 水平裝甲設於機庫甲板而非飛行甲板，以騰出更多機庫空間；
- 艦島安裝四門雙聯裝五吋/38火炮，左弦則設四門單管同型火炮；
- 全艦共設八門四聯裝40毫米高射砲及46挺20毫米機炮。

種種配置，最終使艾塞克斯級的排水量上升至27,500噸。

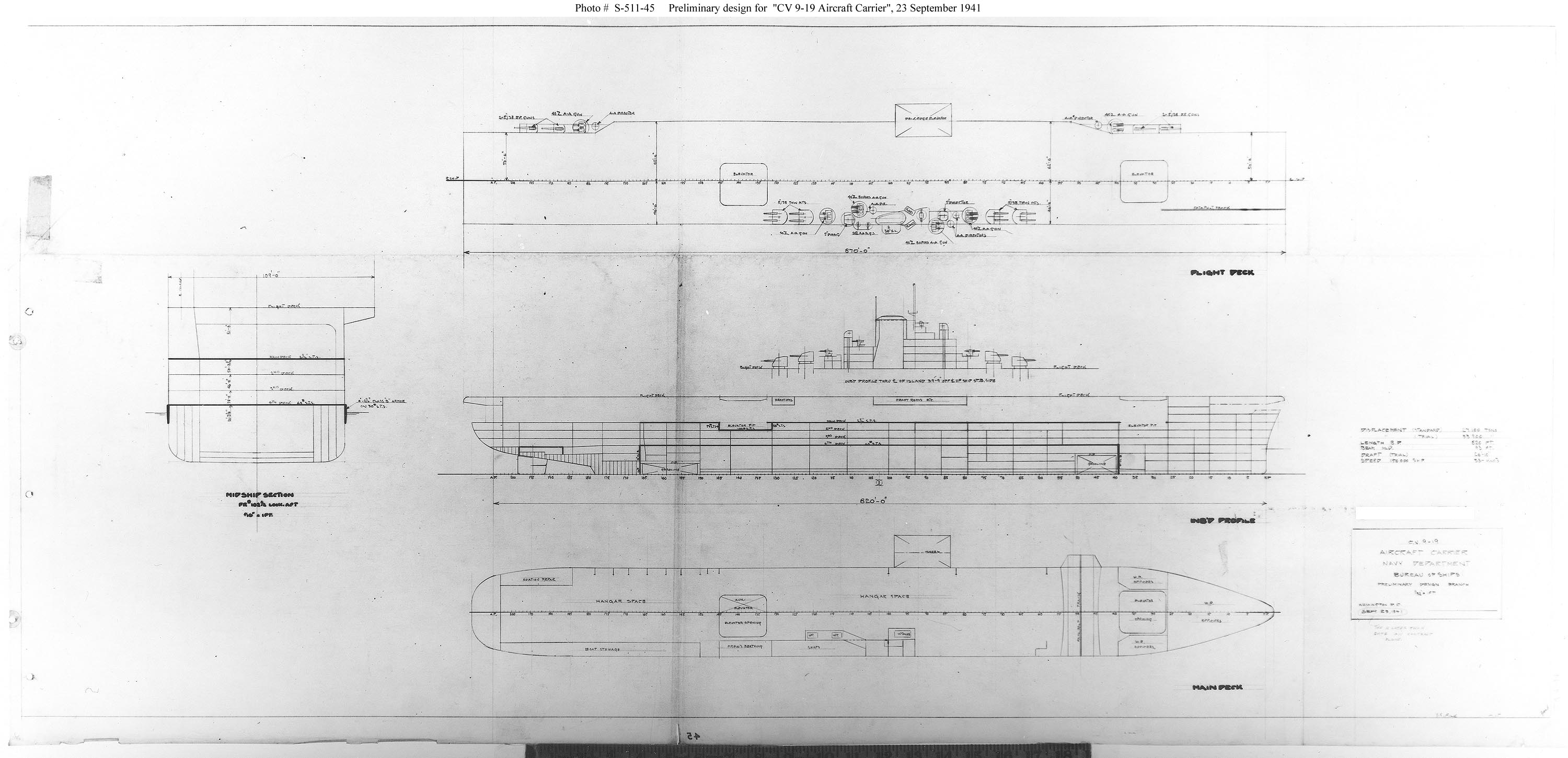
艾賽克斯級初期設計草稿
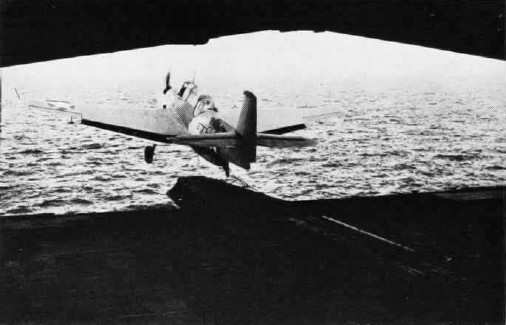
1943年5月，約克鎮號一架TBF由機庫彈射器起飛。由於機庫彈射器使用率低，稍後就被拆除。
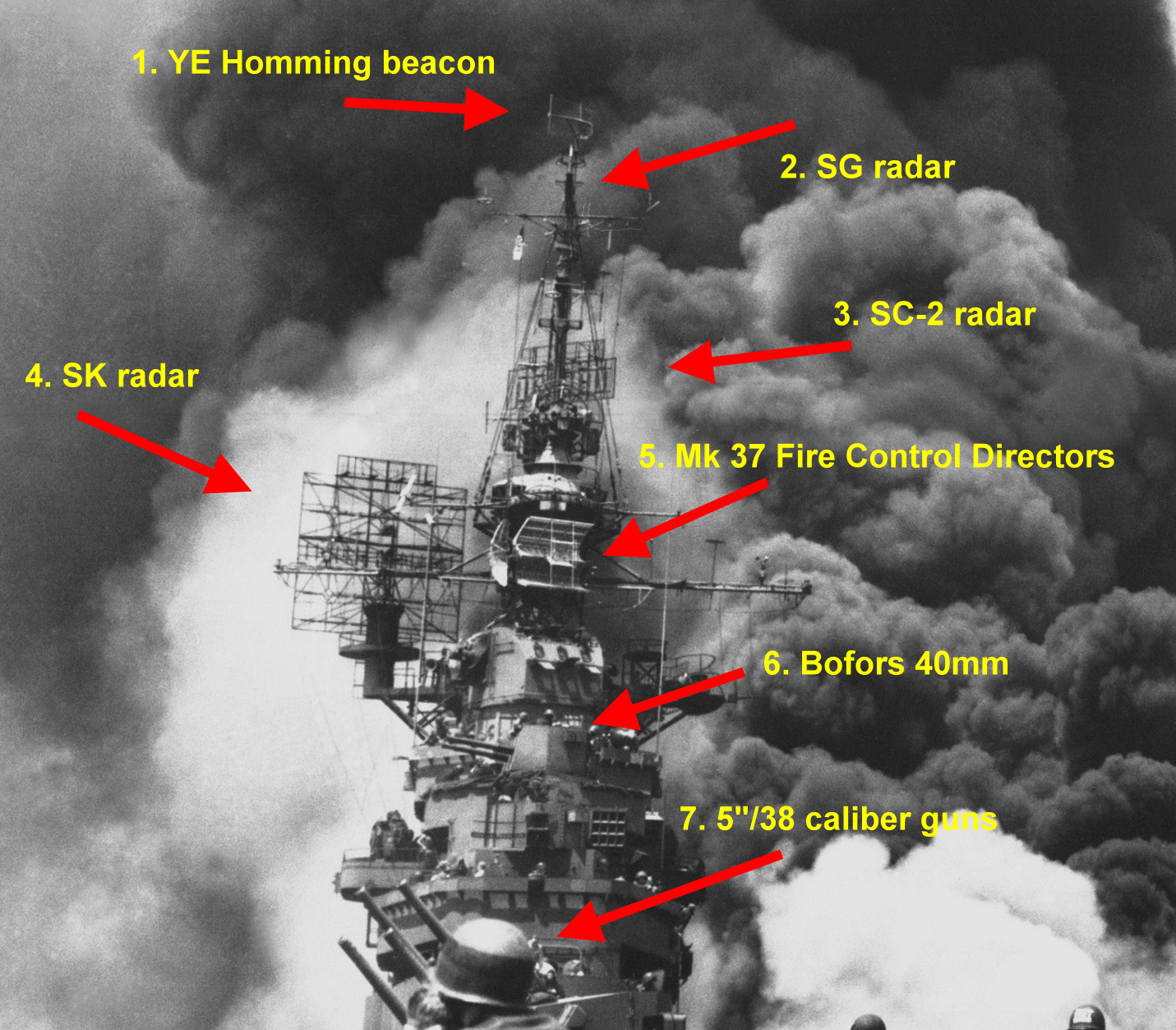
1945年，碉堡山號被神風特攻隊攻擊。相片除滾滾濃煙外，還可一觀艦島配置。1.為YE归航台；2.為SG水平搜索雷達；3.為SC-2長程對空雷達；4.為SK長程對空雷達；5.為Mark 37射控系統；6.為艦島的一座四聯裝40毫米高射炮；7為兩門雙聯裝五吋/38火炮。
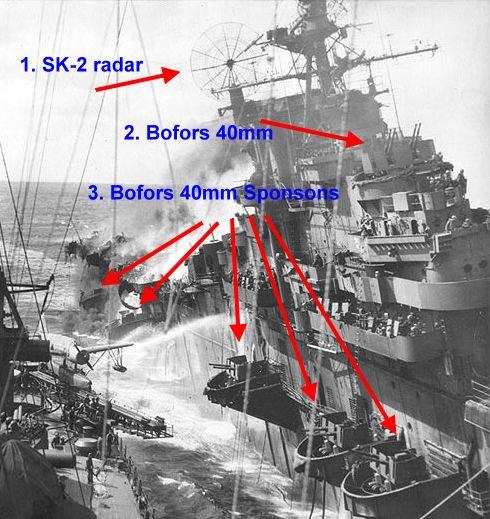
1945年，富蘭克林號被日軍轟炸機重創。1.為SK-2雷達，取代了舊式的SK雷達；2.為艦島的一座四聯裝40毫米高射炮；3.為右弦興建的五座炮座，各裝設一座四聯裝40毫米高射炮。艦艉的兩個炮座在襲擊中受損。

## 二戰時期
1941年，艾塞克斯級開始陸續興建。CV-9至CV-15在紐波特紐斯造船廠建造；CV-16至CV-19則在波士頓以東、伯利恆鋼鐵的霍河造船廠建造。12月7日，日軍偷襲珍珠港，美國於15日對日宣戰，艾塞克斯級的建造速度隨即加快，並可優先使用海軍建艦原料。15日國會再批出兩艘艾塞克斯級：CV-20及CV-21的建造合約，分別於紐約布魯克林造船廠及紐波特紐斯建造。
稍後美軍在珊瑚海海戰、中途島海戰、瓜達爾卡納爾島戰役及聖克魯斯群島戰役損失了列星頓號、約克鎮號、胡蜂號及大黃蜂號，令太平洋艦隊只剩下薩拉托加號及企業號可作戰。其時艾塞克斯號仍未建造完成，美軍決定將克里夫蘭級輕巡洋艦改裝為輕型航空母艦，用去CV-22至CV-30的艦身編號。而損失的航艦艦名，悉數由建造中的艾塞克斯級繼承，包括約克鎮號（原名好人理查）、大黃蜂號（原名奇爾沙治）、列星頓號（原名卡伯特）及胡蜂號（原名奧里斯卡尼）。
1942年8月7日，海軍再批出十艘艾塞克斯級建造合約：CV-31、CV-32、CV-33、CV-34及CV-35在布魯克林建造；CV-36及CV-37在費城造船廠建造；CV-38、CV-39及CV-40則在諾福克造船廠建造。由於布魯克林船廠過於擁擠，CV-32最後改於紐波特紐斯建造。
1943年上半葉，首艦艾塞克斯號、約克鎮號、列星頓號及碉堡山號先後服役，並參與1943年下半葉戰鬥。同年6月14日，海軍批出CV-45、CV-46及CV-47三艘艾塞克斯級建造合約，分別於費城、紐波特紐斯及霍河建造。CV-41、CV-42、CV-43及CV-44則編入新式中途島級航空母艦。稍後艾塞克斯級幾乎參與所有大型戰鬥，見諸瓜達爾卡納爾島、塔拉瓦、布干維爾島、菲律賓海、雷伊泰灣、硫磺島、沖繩島及吳市等戰役。
正當艾塞克斯級陸續服役，美軍亦開始從幾方面入手，改善艾塞克斯級的設計。
首先是撤除機庫彈射器，將之改置於艦艏左弦飛行甲板。起初機庫彈射器是用作彈射偵察機，而不影響甲板飛行作業。由於早期雷達技術較差，美軍只能依賴偵察機搜索敵艦（如聖克魯斯群島戰役）。但到1944年，雷達技術改善，甚至飛機亦可自攜雷達，令機庫彈射器的使用率一直偏低；反而甲板彈射器卻不敷應用。僅約克鎮號、大黃蜂號、富蘭克林號、提康德羅加號、碉堡山號及胡蜂號六艘艾塞克斯級有安裝機庫彈射器；艾塞克斯號及列星頓號建成時均沒有彈射器。各艦在戰時不同時間回港改裝。
第二是增設新式雷達。起初艾塞克斯級基本採用約克鎮級雷達，裝上一個SK及SC-2長程對空雷達，再加兩個SG水平搜索雷達，及兩個YE追蹤雷達。然而雷達未能有效測量高度，令戰機難以掌握來犯敵機高度及動向。早前列星頓號及大黃蜂號便因此於珊瑚海及聖克魯斯群島被擊沉。故服役時艾塞克斯級亦有升級雷達配置。一般而言，各艦先後將SK雷達升級至SK-2，強化搜索；列星頓號則在1943年5月安裝了將在鵝卵石行動大放異彩的陸軍SCR-584雷達。由於功效顯著，海軍版本雷達於9月及10月分別裝上碉堡山號及企業號，更名為SM。然而雷達仍有死角，未必能準確預測遠距敵機。1944年，美軍艦隊開始接近日本本土，陸地進一步削弱雷達的遠距探測力，再加上神風特攻隊日益猖獗，提康德羅加號、漢考克號及好人理查號均裝上了夜戰型F6F的AN/APS-6A雷達，並將之垂直置放，以填補雷達死角。
1945年初，海軍再批出六艘艾塞克斯級建造合約，CV-50在霍河建造；CV-51、CV-52在布魯克林建造；CV-53在費城建造；CV-54、CV-55則在諾福克建造。其時戰爭已近尾聲，美軍亦有充足艾塞克斯級服役，六艦在3月22日取消建造。

### 長艦體艾塞克斯級
二戰中段，美軍亦打算強化艾塞克斯級的防空火力。礙於艦體空間有限，海軍修改艾塞克斯級設計，包括重新佈置甲板及艦島，建造剪型艦艏（Clipper bow），同時將862呎長的飛行甲板前後切割，一共縮短18呎，以騰出空間設置四聯裝40毫米高射炮。
1943年中，海軍命建造中的提康德羅加號、蘭道夫號、漢考克號、班寧頓號、拳師號、安提頓號、普林斯頓號、香格里拉號及尚普蘭湖號改用新設計，而後續建造的艾塞克斯級亦採同樣設計。由於剪型艦艏令艦體整體長度增至888呎，這批艾塞克斯級亦被稱為長艦體艾塞克斯級（Long hull Essex），或以首艦命名為提康德羅加級航空母艦。
只有提康德羅加號及漢考克號在建成時縮短了飛行甲板。雖然艦艏艦艉的四聯裝40毫米高射炮可更有效射擊，但飛機起降卻受影響，最終兩艦復建飛行甲板，其他艦隻亦沒有切割飛行甲板。
最終不論短艦體還是長艦體艾塞克斯級，均強化了防空火力。所有艾塞克斯級將單挺的20毫米機炮改成雙聯裝，並混有少量陸軍白朗寧M2重機槍；部分艾塞克斯級在右弦興建五座炮座、左弦則興建三座，以放置四聯裝40毫米高射炮。1943年夏，艾塞克斯級普遍搭載12門四聯裝40毫米高射炮，及28挺雙聯裝20毫米機炮。戰後額外的防空炮多被拆除。

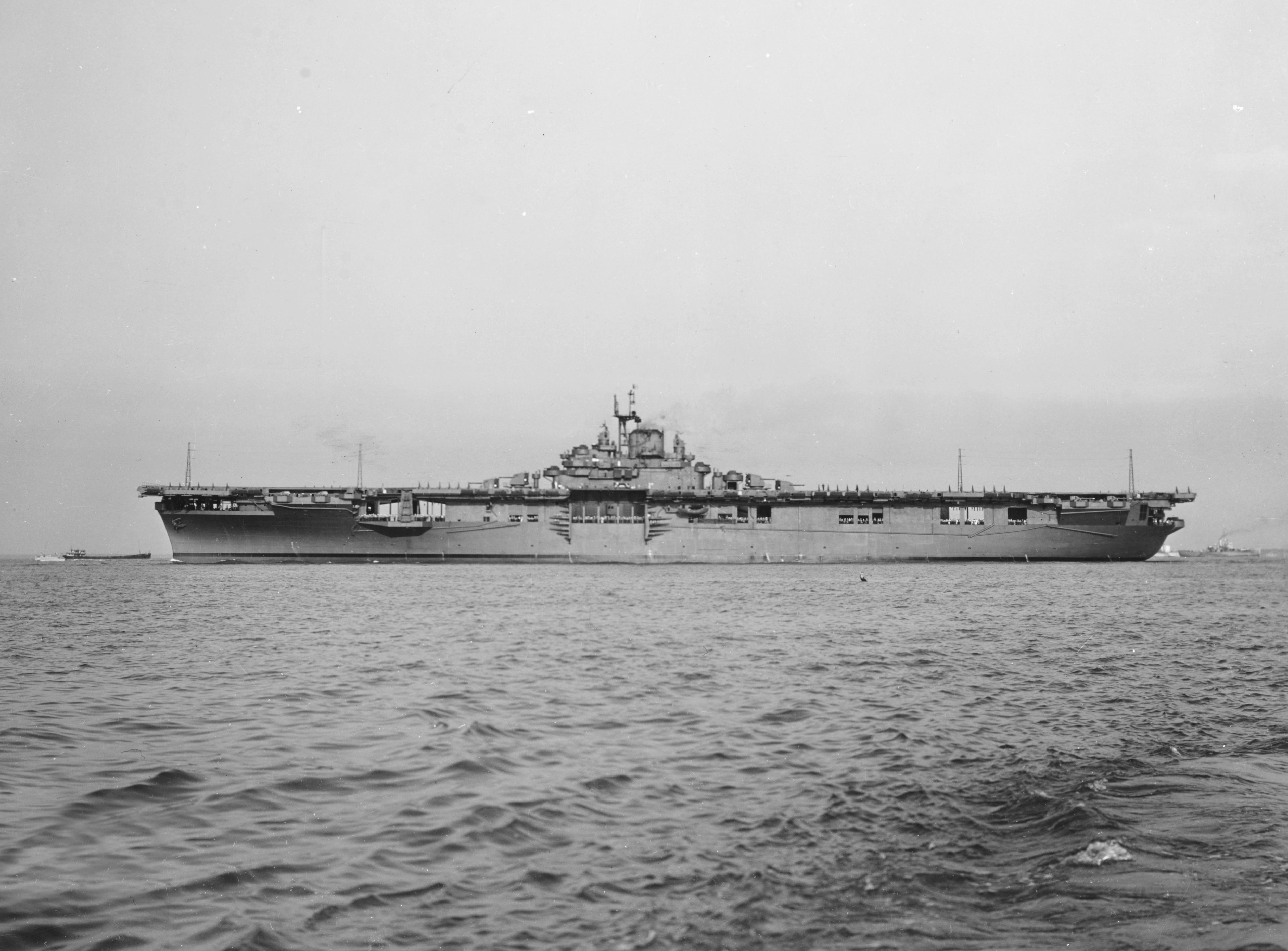
無畏號乃短艦體艾塞克斯級。前部艦艏斜直，而飛行甲板則延伸至艦艏外。
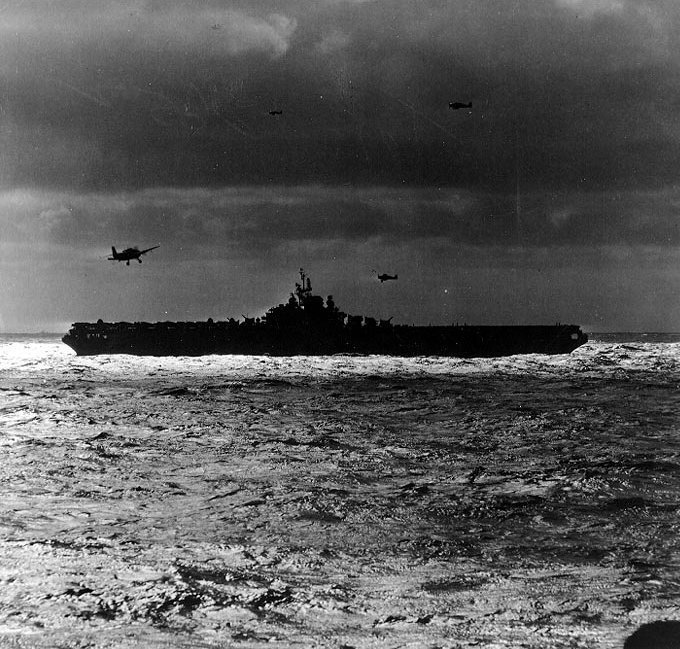
二戰期間，漢考克號在南海執勤。相中可見長艦體獨有的剪型艦艏；艦艏艦艉的飛行甲板則被切割縮短。長艦體中只有提康德羅加號及漢考克號有將飛行甲板割短。由於影響飛行升降，兩艦後來補建飛行甲板。
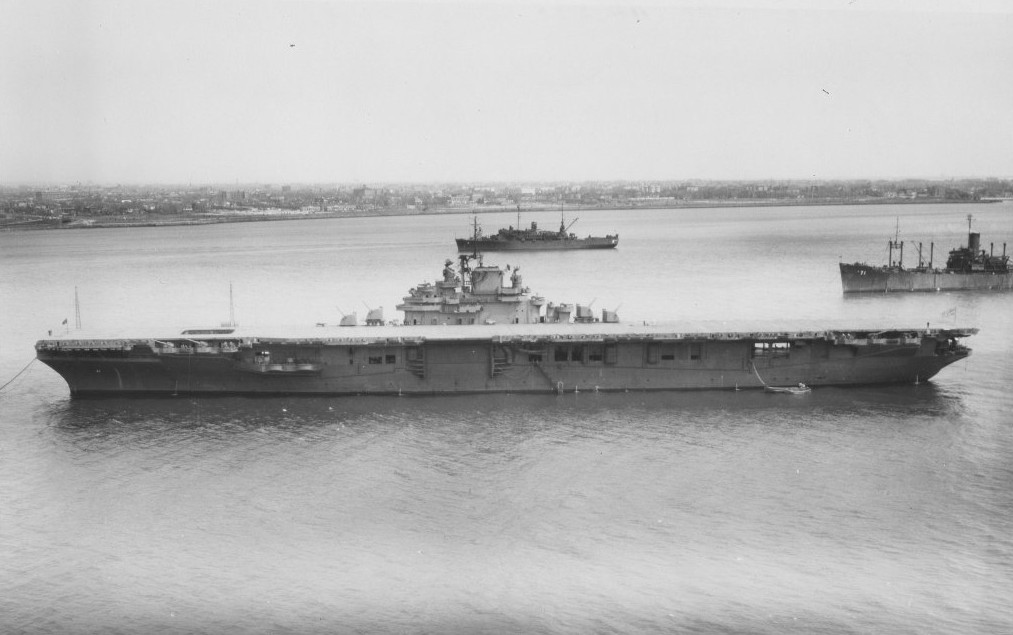
1946年4月13日，服役不久的長艦體艾塞克斯級奇爾沙治號正在停泊。前部的剪型艦艏向外彎出，而飛行甲板與之長度相若。

## 戰後
1945年8月15日，日本投降，二戰結束。三日前海軍停止建造復仇號及硫磺島號，而其他艾塞克斯級則繼續建造。雷伊泰號、奧里斯卡尼號 、福治谷號及菲律賓海號均在戰後下水。當中奧里斯卡尼號下水時並未完成建造，要待近五年後才正式服役。
戰爭結束後，軍隊規模隨即縮減。同時，海軍被批評在核武之下顯得毫無價值，與空軍的軍種競爭中亦居下風，經費開始不足。首任國防部長、曾任海軍部長的福萊斯特，就在1946年主導了針對海軍的十字路行動核試，試圖證明海軍在核武前並非不堪一擊。1949年福萊斯特被杜魯門解職後，新任國防部長路易斯·詹森直指未來美國可以廢除海軍及海軍陸戰隊，戰爭只須交由空軍的長程轟炸機投下核武，進一步削減海軍經費。事件最終引發海軍上將叛亂事件（Revolt of the Admirals），結果海軍失利，美國號的建艦計畫泡湯。
如此環境下，多數艾塞克斯級在1947年前後退役，在後備艦隊停放。到1950年初，留在現役的五艘艾塞克斯級均為新建軍艦，包括拳師號、雷伊泰號、奇爾沙治號、福治谷號及菲律賓海號。安提頓號、普林斯頓號、尚普蘭湖號及塔拉瓦號等新艦曾在戰後短暫服役，至1950年初均已退役。
雖然經費減少，海軍仍計劃改建艾塞克斯級，以起降F9F及F2H噴射機，並再改良艦體。這些改建亦即後來的SCB-27及SCB-125改建。

### SCB-27改建

#### SCB-27A
1946年8月22日，海軍下令奧里斯卡尼號停止建造，以待改建為SCB-27A原型艦。起初SCB-27A改建包括強化飛行甲板、升降台、彈射器、攔截索及攔截網，以起降噴射機；增加儲油量；設置飛彈發射台等。由於經費緊絀，海軍最後放棄飛彈發射台設計，並縮減改建規模。
1947年6月5日，海軍批准SCB-27A方案。8月8日，海軍命奧里斯卡尼號以SCB-27A方案重新建造。其時奧里斯卡尼號的建造進度為85%，在船廠被拆建至60%，以進行改建。SCB-27A內容包括：
- 移除艦島前後的四門雙聯裝5吋/38火炮，以擴闊飛行甲板；
- 艦體火炮重置為八門單管5吋/38火炮、14門雙聯裝3吋/50火炮（服役後減為12門）及16挺雙聯裝20毫米機炮；
- 擴建雷達桅；
- 強化飛行甲板，使之可起降重52,000磅飛機；
- 中軸線的兩座升降台由擴大至58呎乘44呎，載重量提升至40,000磅；
- 左弦的升降台大小則為60呎乘34呎，載重量提升至30,000磅（最後所有升降台載重量均提升至46,000磅）；
- 兩座H 4B液壓彈射器改為新式H 8液壓彈射器；
- Mark 4攔截索更新為Mark 5；
- 儲油量增加50%至300,000加侖；
- 機師預備室遷至機庫甲板以下，並以自動電梯連接飛行甲板；
- 兩座250千瓦柴油輪機升級至850千瓦（部分艦採1,000千瓦）；
- 改善滅火系統；
- 移除所有側面裝甲，改置水櫃（Blister），以平衡艦體頂部重量。

SCB-27A艦的標準排水量由27,500噸升至約28,404噸，滿載排水量則由36,380噸升至40,600噸；整體長度增至898呎、水線819呎；整體闊度增至151呎、水線101呎；滿載時吃水增至29呎；航速下降至30節；標準搭載104名軍官、2,791名水兵。
稍後海軍批准更多艾塞克斯級改建。退役的艾塞克斯號及胡蜂號於1949年開始改建。由於改建退役軍艦的費用較高，海軍將現役的奇爾沙治號編於1950年初改建。下兩艘改建的軍艦原為雷伊泰號及保養較佳的富蘭克林號，但因韓戰爆發，雷伊泰號由大西洋艦隊調到朝鮮半島執勤，海軍只好改選尚普蘭湖號改建。韓戰爆發令海軍經費復增，海軍得以先後改建班寧頓號、約克鎮號、蘭道夫號及大黃蜂號。富蘭克林號最終未獲改建。

#### SCB-27C
在SCB-27A改建進行之際，海軍於1951年開始嘗試改良方案，亦即後來的SCB-27C方案。12月15日海軍率先改建漢考克號作SCB-27C原型艦，而無畏號及提康德羅加號則在1952年4月開始改建。改建內容基本上與SCB-27A相同，而相異之處則包括：
- 將一座H 8液壓彈射器替換為英式C 10蒸氣彈射器（後來採用兩座C 11蒸氣彈射器）；
- Mark 5攔截索更新至Mark 7；
- 增設噴焰偏轉器；
- 強化攔截網；
- 強化甲板降溫設施；
- 位於艦艉中軸線的升降台改置於右弦外側；
- 增加水櫃以平衡艦體；
- 增設核武儲存空間。

這批SCB-27C艦的標準排水量升至29,601噸，滿載排水量則升至41,944噸；整體長度增至約898呎(與SCB-27A接近)、水線829呎；整體闊度增至166呎、水線103呎；滿載時吃水29呎；航速為30節；標準搭載131名軍官、2,086名水兵。
三艦改建之際，航空母艦技術又再進一步。安提頓號在1952年首次測試斜角飛行甲板；超級航空母艦福萊斯特級亦開始建造，採用封閉艦艏，保護前部甲板免受風暴損毀。安提頓號的測試顯示，斜角飛行甲板能改善飛機起降效率，即時套用到建造中的福萊斯特號及薩拉托加號。
有見及此，正以SCB-27C改建的香格里拉號、列星頓號及好人理查號，亦加上封閉艦艏及斜角飛行甲板。兩項新配置為SCB-125改建的主要內容。

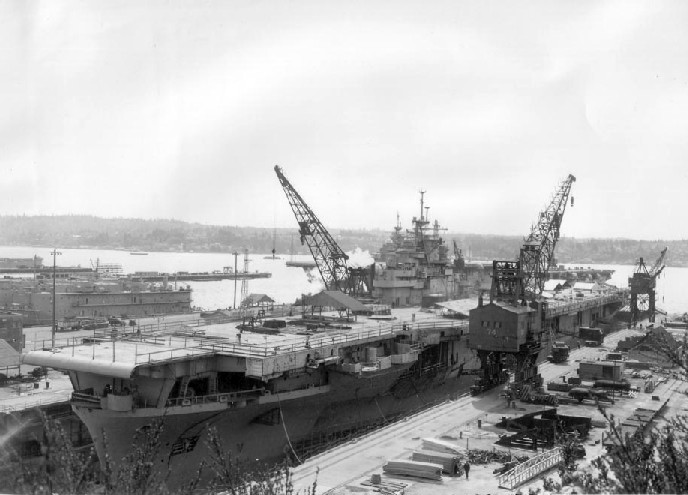
艾塞克斯號在布雷默頓進行SCB-27A的現代化改裝。攝於1949年8月。
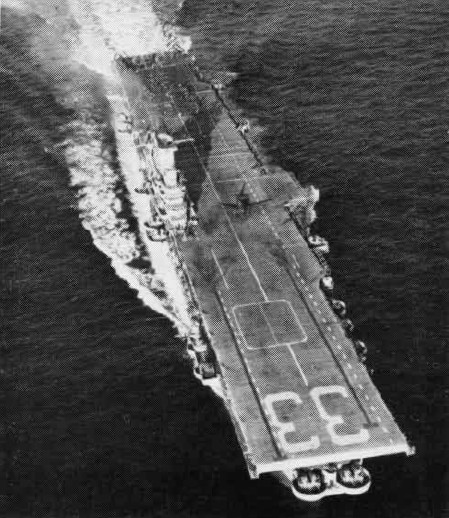
完成SCB-27A改建後，奇爾沙治號在海上行駛。四門雙聯裝5吋/38火炮已經拆除；彈射器等配置亦已更新。
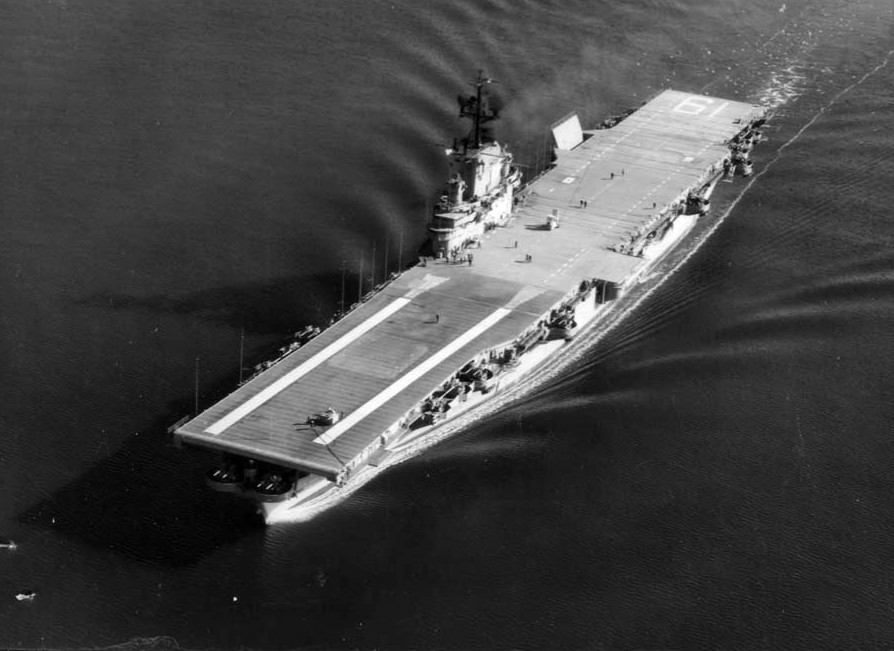
1954年3月4日，完成SCB-27C改建不久的漢考克號進行測試。艦島前後的四門雙聯裝5吋/38火炮已經拆除，艦島後可見摺疊向上、新設的右弦外側升降台。前部的C-11彈射器有待安裝。兩個月後美國飛機將從艦上首次以蒸氣彈射器起飛。

### SCB-125改建
SCB-125改建，受安提頓號及福萊斯特級的設計及測試影響，其主要內容包括：
- 開放式艦艏改為封閉艦艏；
- 建設斜角10.5度的飛行甲板（安提頓號的甲板斜角為8度9分，不歸入SCB-125改建）；
- 強化攔截索及攔截網；
- 擴大前部升降台；
- 改善甲板燈光。

SCB-125艦的標準排水量為30,800噸，滿載排水量為41,200噸；整體長度為890呎(與SCB-27A接近)、水線824呎；斜角甲板長520呎；整體闊度為196呎、水線101呎；滿載時吃水30呎；航速為30節。
香格里拉號、列星頓號及好人理查號在船廠同時進行了SCB-27及SCB-125改建，於1955年完成。漢考克號、提康德羅加號及無畏號三艘SCB-27C艦；與班寧頓號、約克鎮號、胡蜂號、蘭道夫號、艾塞克斯號、大黃蜂號、奇爾沙治號及奧里斯卡尼號八艘SCB-27A艦，先後在1954年至1956年開始進行SCB-125改建，於1955至1959年間相繼完成。
尚普蘭湖號是僅有的SCB-27A艦未作SCB-125改建。而最後作SCB-125改建的奧里斯卡尼號，則同時補回SCB-27C改建，並配置比SCB-27C艦更強的攔截索與改良的C 11-1蒸氣彈射器；木製飛行甲板亦包上金屬。額外改建使奧里斯卡尼號有時被歸類為SCB-125A艦。

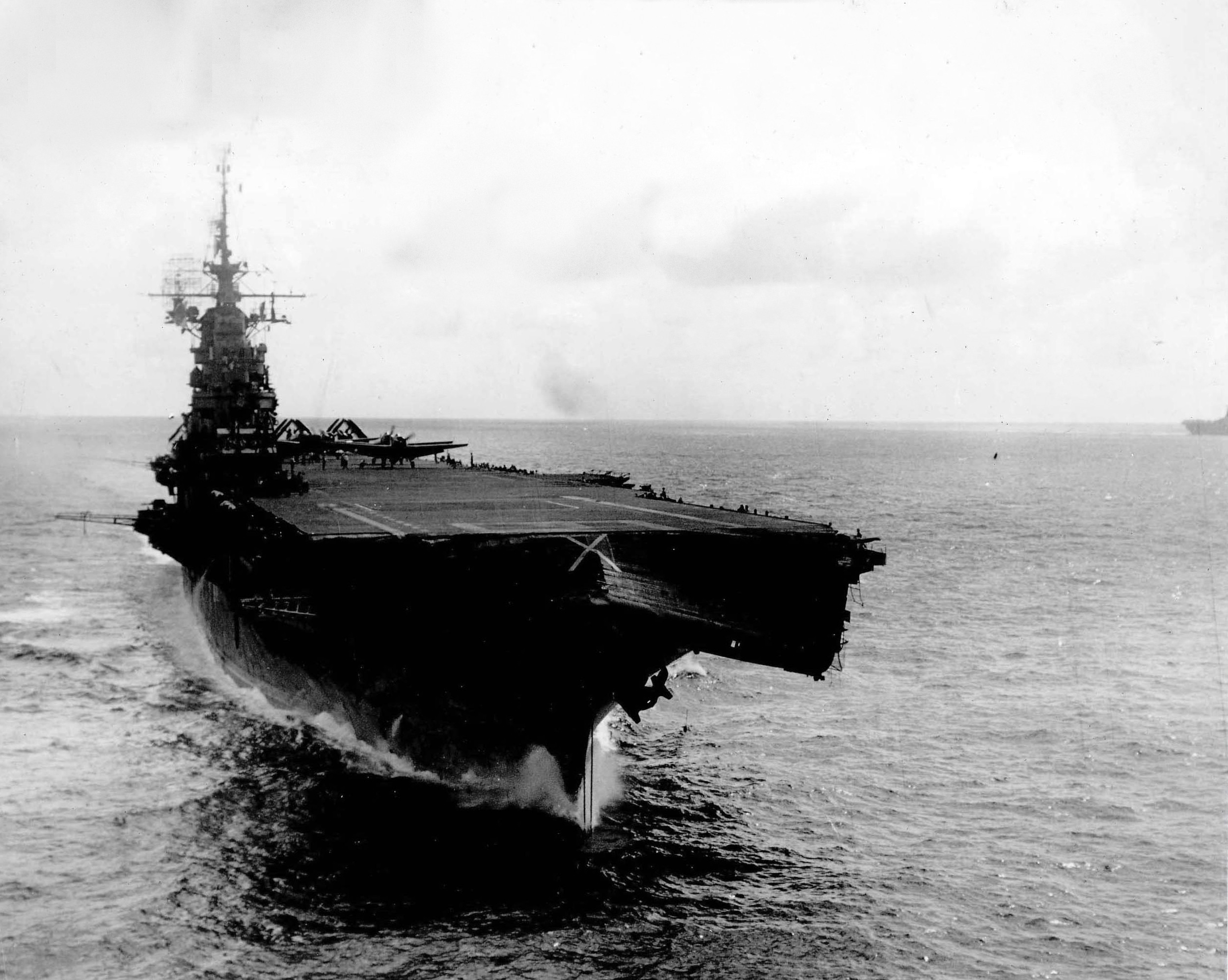
1945年，胡蜂號遭遇颱風。開放式艦艏無法錯開大浪，令前部飛行甲板受損。
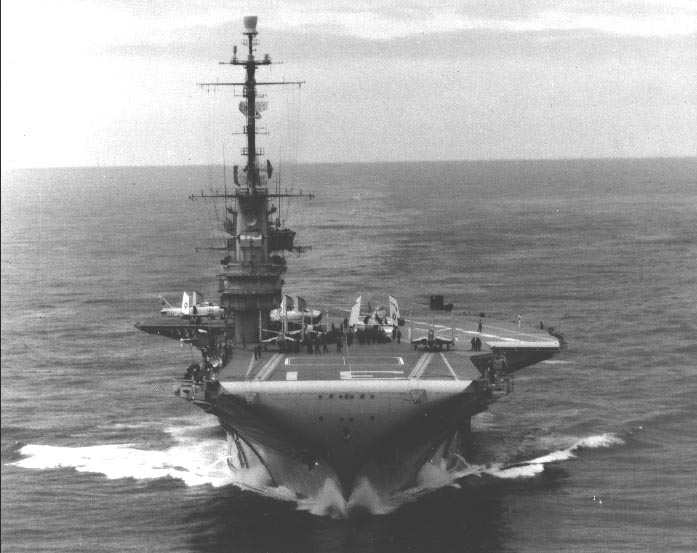
1956年，完成SCB-125改建的好人理查號正在航行，設有封閉式艦艏及斜角飛行甲板。
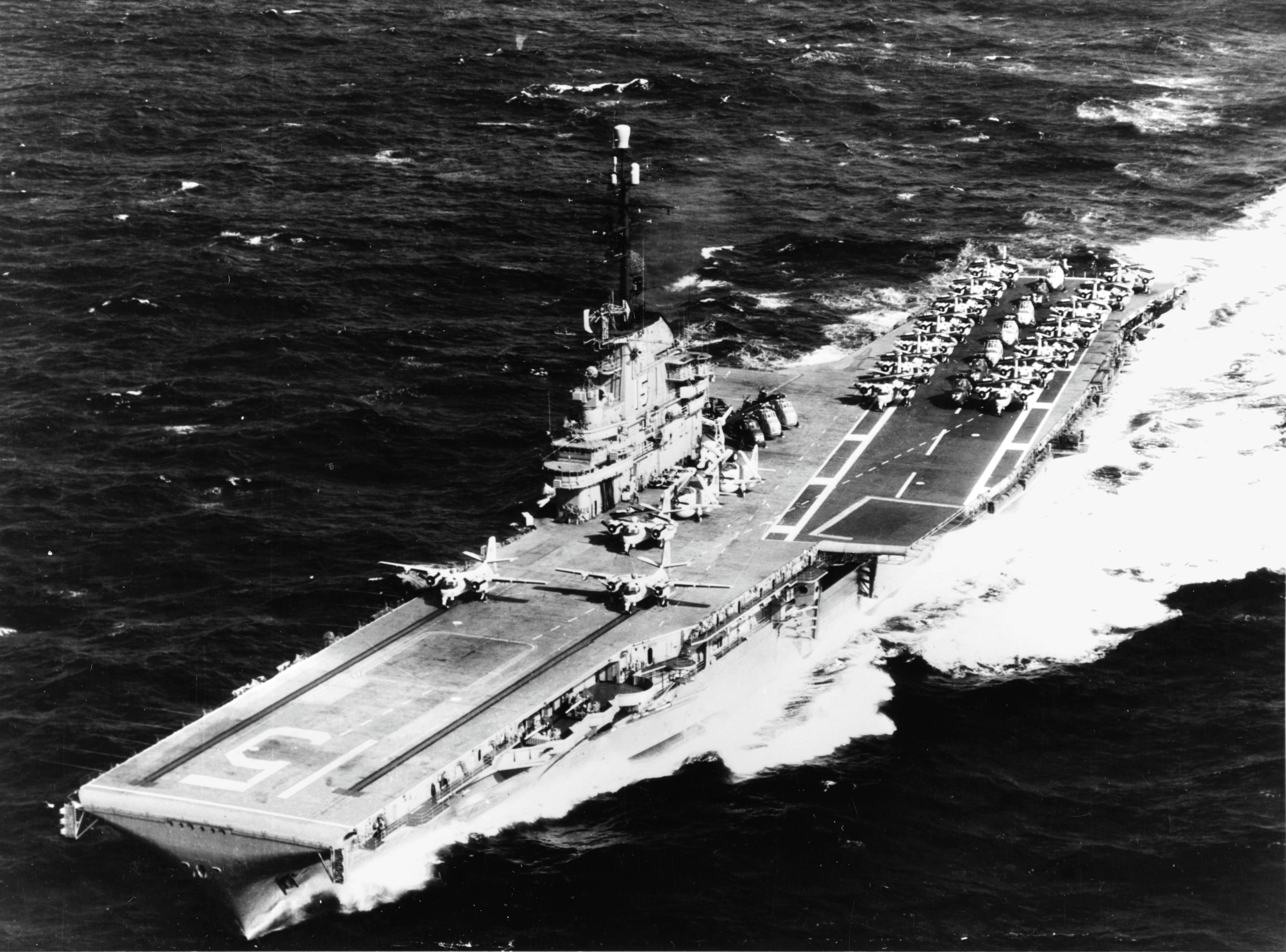
1962年，蘭道夫號已完成SCB-125改建，反潛機正預備起飛。斜角飛行甲板上泊滿了飛機，末端則有改建前的左弦升降台。

## 韓戰
1950年6月25日，韓戰爆發。其時艾塞克斯級大半在後備艦隊，或正在改建，或繼續封存。現役的艾塞克斯級，只有福治谷號在西太平洋巡航；拳師號及菲律賓海號在美國西海岸；雷伊泰號正在地中海巡航；奇爾沙治號則剛進入船廠改建。護航航空母艦巴東海峽號是另一艘在西太平洋的航空母艦，而西西里號及輕型航母巴丹號則在西海岸。拜羅科號則剛好於兩個月前退役。
由於航母短缺，海軍延長福治谷號及趕赴前線的菲律賓海號的執勤時間，取消例行船廠維修；拳師號先運送空軍戰機到日本，再返國搭載航空團，於9月開始戰鬥；雷伊泰號在9月由大西洋艦隊臨時調到太平洋艦隊，經地中海及印度洋，於10月趕抵前線；普林斯頓號則在8月重新服役，在11月開始參戰；安提頓號與好人理查號則在1951年重新服役參戰，返國後方開始改建。
部分完成SCB-27A改建的艾塞克斯級，於1951年起亦參與韓戰。這批軍艦有艾塞克斯號、奇爾沙治號、奧里斯卡尼號及尚普蘭湖號。約克鎮號在1953年初完成改建，但在前往西太平洋前，韓戰結束，故未有參與任何戰鬥。
韓戰期間，艾塞克斯級參與多場戰役，包括仁川登陸、長津湖戰役等等。機隊主要為F4U、A-1、F9F及F2H。各艦均有一至數架HO3S-1直升機。

## 改變用途－越戰

### 攻擊航母－反潛航母
1952年10月，美國海軍重新編排艦級分類代號。所有艾塞克斯級均被重編為攻擊航母，艦身編號的CV改為CVA。一如其名，分類下的航空母艦專司攻擊，為艦隊核心主力。
1950年代中，艾塞克斯級漸呈老態。中途島級航空母艦陸續完成改建；更實用的福萊斯特級航空母艦亦開始建造。艾塞克斯級的艦體無法搭載大量的新式飛機，如A-4及F-4，以繼續擔任攻擊航母。同時，美國希望加強反潛力量，以預早偵測蘇聯潛艇動向。起初海軍改裝數艘護航航空母艦，但效果惡劣，故轉為測試較大的艾塞克斯級。1952年尾，從韓戰戰場返回的福治谷號進行一次反潛演習，效果顯著：艾塞克斯級的機庫可搭載兩個S-2F反潛機小隊，飛機亦可正常起降。1953年8月8日，海軍先將五艘未有改建的艾塞克斯級，改編為反潛航母，艦身編號改為CVS。五艦包括富蘭克林號、碉堡山號、雷伊泰號、安提頓號（已安裝斜角飛行甲板）及福治谷號，不過富蘭克林號及碉堡山號從未作反潛巡航，繼續在後備艦隊待命。稍後普林斯頓號等亦依次加入。
最終大部分艾塞克斯級都被改為反潛航空母舰：未有改建的艾塞克斯級反潛航母退役後，由曾作SCB-27A改建的艾塞克斯級攻擊航母接替（攻擊航母本身則由中途島級、福萊斯特級、小鷹級甚至核動力的企業號取代）；SCB-27A艦再由SCB-27C艦接替；SCB-27C艦則由SCB-125艦接替。至北部灣事件時，只有提康德羅加號、漢考克號、好人理查號、奧里斯卡尼號及香格里拉號仍為攻擊航母。到1969年提康德羅加號與香格里拉號亦被改為反潛航母，只有漢考克號、好人理查號與奧里斯卡尼號一直擔任攻擊航母，直至退役。
1960年代，在役的艾塞克斯級反潛航母，各自作了不同改裝。如蘭道夫號及胡蜂號分別改裝了指揮控制中心。此時艾塞克斯級繼續老化，而美軍亦未開始建造新一代反潛航母（計畫後因越戰而取消），故海軍將原針對驅逐艦的現代化改建計畫（Fleet Rehabilitation and Modernization , FRAM），擴大至多艘現役的艾塞克斯級，包括反潛航母及兩棲突擊艦。（FRAM II）。是次改建有時亦稱為SCB-144。針對反潛航母的改動主要為：
- 在艦艏增設SQS-23聲納；
- 改善指揮控制中心；
- 延長艦隻服役壽命。

1960年蘭道夫號率先參與FRAM II改建，緊接是艾塞克斯號與奇爾沙治號（1961年）；班寧頓號（1963年）；無畏號、大黃蜂號及胡蜂號（1965年）；最後是約克鎮號（1967年）。雖然反潛航母在編制上只針對潛艇，越戰期間無畏號及香格里拉號均曾臨時用作攻擊航母，並派直升機進行搜救。
由於火炮已無必要，各艦的火炮於此時期亦繼續下降。至越戰時期，奧里斯卡尼號只留下四門單管5吋/38火炮。
縱觀韓戰後的服役歷史，艾塞克斯級仍介入不少地區衝突、危機及戰爭。大西洋艦隊的艾塞克斯級分別先後參與了黎巴嫩危機、剛果危機、豬灣事件、古巴導彈危機、及入侵多明尼加；太平洋艦隊的艾塞克斯級則參與了國泰空中霸王遭擊落事故、第一及第二次台灣海峽危機、老撾內戰、北部灣事件、越戰、普韋布洛號危機、EC-121預警機擊落事件等等。
越戰時期的艾塞克斯級攻擊航母，多搭載A-1、A-4、F-4、A-7及F-8；反潛航母則搭載S-2反潛機及SH-3海王直昇機。

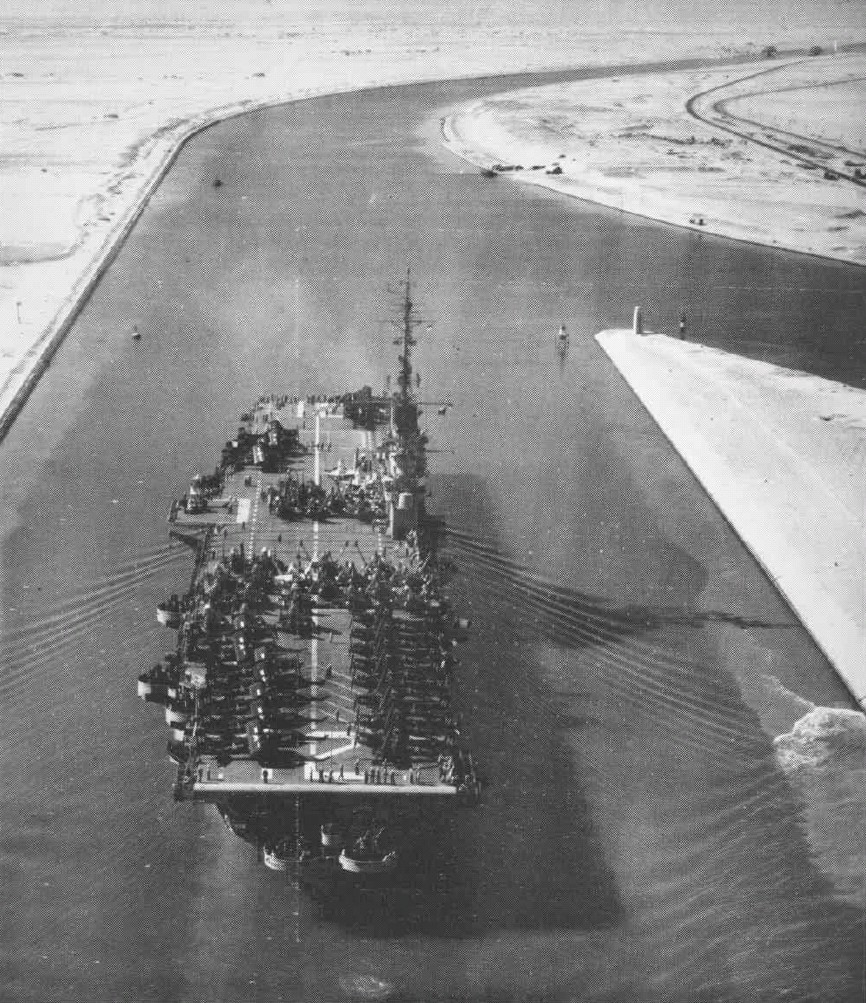
1954年，攻擊航母大黃蜂號通過蘇伊士運河。
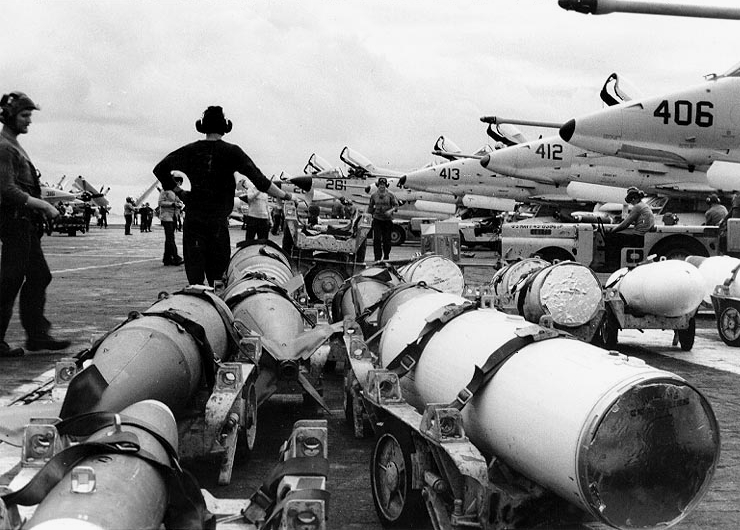
1966年越戰期間，奧里斯卡尼號的水兵忙於為戰機掛載武裝。奧里斯卡尼號是少數於越戰時仍擔任攻擊航母的艾塞克斯級。
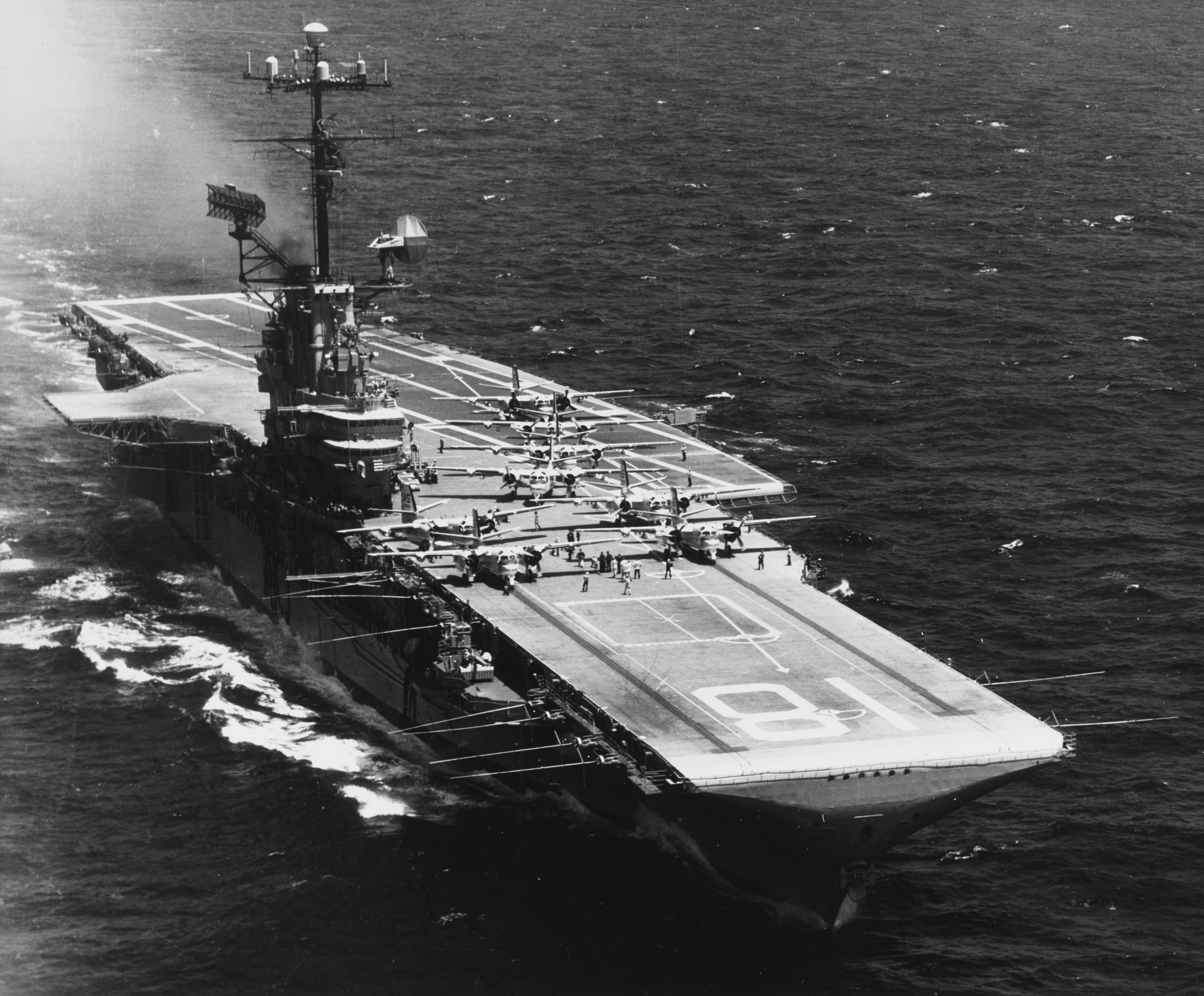
1967年，反潛航母胡蜂號在外海執勤。八架S-2反潛機預備起飛，其中兩架已在彈射器上，蓄勢待發。

### 兩棲突擊艦
除改為反潛航母外，部分艾塞克斯級亦改編為兩棲突擊艦。兩棲突擊艦主要任務為搭載陸戰隊，以直升機登陸作戰。早於1957年，時為反潛航母的福治谷號就曾作兩棲作戰演習；1958年福治谷號、塔拉瓦號與福萊斯特號又進行另一次兩棲作戰演習。其時海軍正為兩棲作戰設計專門的硫磺島級兩棲突擊艦，故先將三艘艾塞克斯級改為兩棲突擊艦，以作過渡艦隻。1959年，拳師號及普林斯頓號率先改編，福治谷號則在1961年改編。三艦均未曾作SCB-27或SCB-125改建。海軍原計畫將尚普蘭湖號改為兩棲突擊艦，最後因故放棄。
三艘兩棲突擊艦均拆除大量防空炮，同時拆除四個鍋爐，以騰出空間搭載直升機，航速因而下降至25節。普林斯頓號及福治谷號分別參與了越戰，拳師號則曾派兵到多明尼加。服役晚期，三艦均參與FRAM II現代化改建，延長服役壽命，最終於1969年至1970年間先後退役。

### 訓練艦及飛機運輸艦
兩艘艾塞克斯級曾改裝為訓練艦，專責訓練機師。安提頓號率先在1957年擔任訓練艦，但艦身編號未有更改，故正式上仍為反潛航母。1962年列星頓號接替安提頓號，繼續訓練機師。1969年，列星頓號艦身編號改為CVT-16，正式成為訓練航艦。雖然列星頓號無法起降新式的F-14及後來的F-18，列星頓號繼續訓練機師，直至1991年被福萊斯特號接替為止。
五艘艾塞克斯級曾被編入飛機運輸艦（AVT），包括富蘭克林號、碉堡山號、雷伊泰號、塔拉瓦號及菲律賓海號。但實際上五艦在改編前已經退役，並繼續留在後備艦隊待命，未有再作巡航，最終悉數出售拆解。

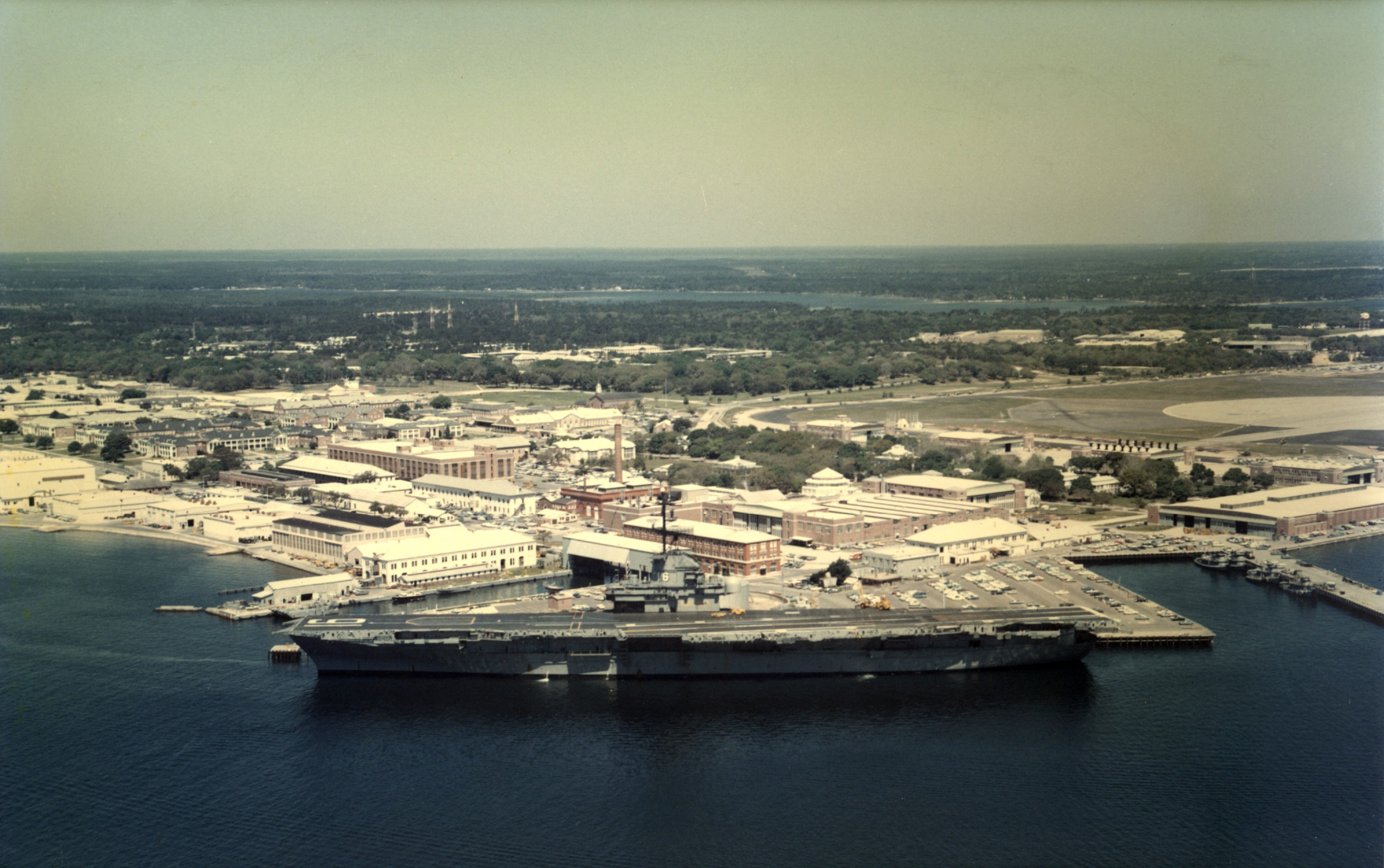
1962年後，列星頓號開始在彭薩科拉擔任訓練艦。
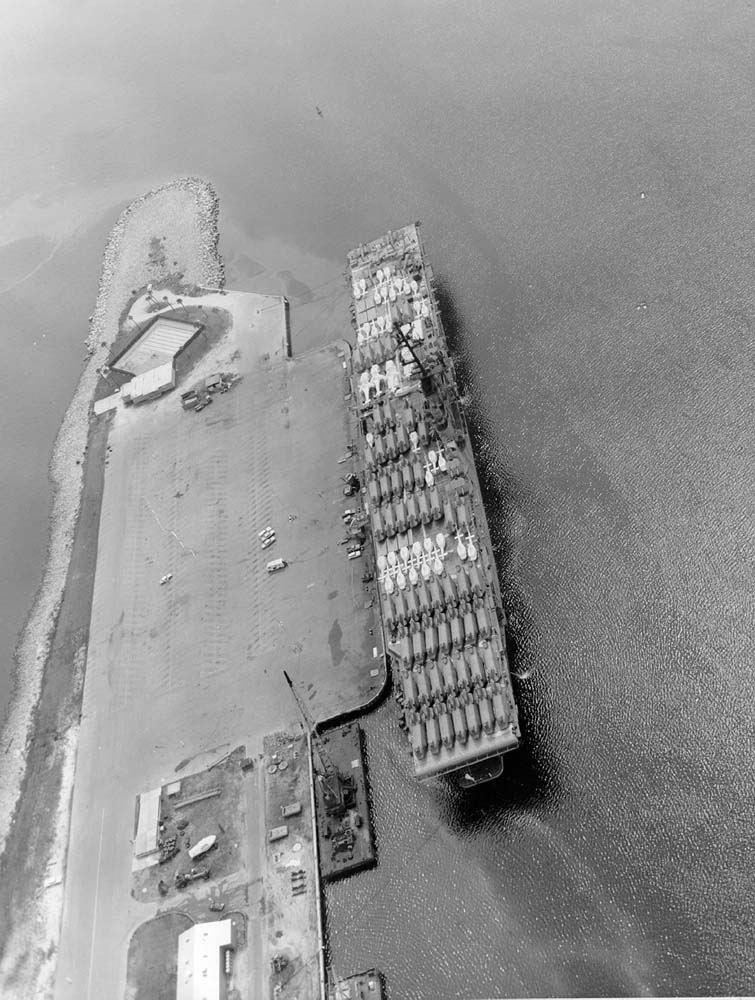
1965年，兩棲突擊艦拳師號搭載了第1騎兵師的直升機，預備前往越南。
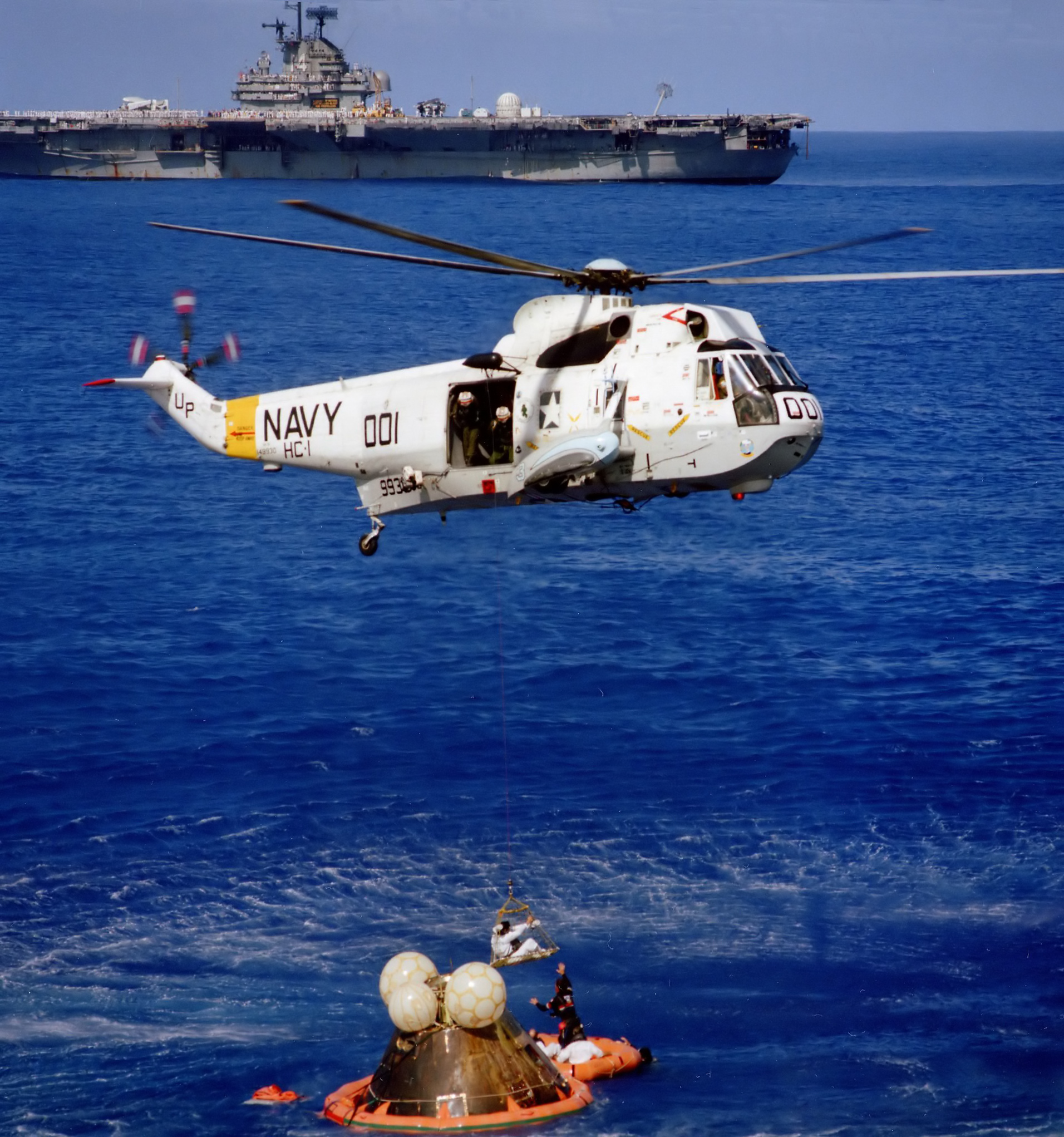
1972年，提康德羅加號救起太陽神17號的太空人，稍後撈起太空艙。

## 太空計畫
多艘艾塞克斯級亦參與美國的太空計畫，在多次太空任務中擔任搜救艦。這包括：
| 時間           | 參與艦       | 計劃           | 任務                | 備註                    |
| -------------- | ------------ | -------------- | ------------------- | ----------------------- |
| 1960年12月19日 | 福治谷號     | 水星計劃       | 水星-紅石1A號       |                         |
| 1961年5月5日   | 尚普蘭湖號   | 水星計劃       | 水星-紅石3號        | 美國人首次進入太空      |
| 1961年7月22日  | 蘭道夫號     | 水星計劃       | 水星-紅石4號        | 自由鐘七號沉沒          |
| 1962年2月20日  | 蘭道夫號     | 水星計劃       | 水星-宇宙神6號      |                         |
| 1962年5月24日  | 無畏號       | 水星計劃       | 水星-宇宙神7號      |                         |
| 1962年10月3日  | 奇爾沙治號   | 水星計劃       | 水星-宇宙神8號      |                         |
| 1963年5月16日  | 奇爾沙治號   | 水星計劃       | 水星-宇宙神9號      |                         |
| 1965年1月19日  | 尚普蘭湖號   | 雙子座計劃     | 雙子座2號           |                         |
| 1965年3月23日  | 無畏號       | 雙子座計劃     | 雙子座3號           | 首次雙人太空任務        |
| 1965年6月7日   | 胡蜂號       | 雙子座計劃     | 雙子座4號           | 首次太空漫步            |
| 1965年8月29日  | 尚普蘭湖號   | 雙子座計劃     | 雙子座5號           |                         |
| 1965年12月16日 | 胡蜂號       | 雙子座計劃     | 雙子座6A號          | 與雙子座7號同步飛行     |
| 1965年12月18日 | 胡蜂號       | 雙子座計劃     | 雙子座7號           | 與雙子座6A號同步飛行    |
| 1966年2月26日  | 拳師號       | 太陽神計畫     | AS-201              | 測試太空艙              |
| 1966年6月6日   | 胡蜂號       | 雙子座計劃     | 雙子座9A號          | 與對接艙對接失敗        |
| 1966年8月25日  | 大黃蜂號     | 太陽神計畫     | AS-202（太陽神3號） | 測試太空艙              |
| 1966年11月15日 | 胡蜂號       | 雙子座計劃     | 雙子座12號          | 成功與對接艙對接        |
| 1967年11月9日  | 班寧頓號     | 太陽神計畫     | 太陽神4號           | 農神5號運載火箭首次發射 |
| 1968年10月22日 | 艾塞克斯號   | 太陽神計畫     | 太陽神7號           |                         |
| 1968年12月27日 | 約克鎮號     | 太陽神計畫     | 太陽神8號           | 首次繞月飛行            |
| 1969年5月26日  | 普林斯頓號   | 太陽神計畫     | 太陽神10號          | 測試登月艙              |
| 1969年7月24日  | 大黃蜂號     | 太陽神計畫     | 太陽神11號          | 人類首次登月            |
| 1969年11月24日 | 大黃蜂號     | 太陽神計畫     | 太陽神12號          |                         |
| 1972年4月27日  | 提康德羅加號 | 太陽神計畫     | 太陽神16號          |                         |
| 1972年12月19日 | 提康德羅加號 | 太陽神計畫     | 太陽神17號          | 最後一次登月            |
| 1973年6月22日  | 提康德羅加號 | 天空實驗室計劃 | 天空實驗室2號       |                         |

## 退役及現況
二戰以後，不少艾塞克斯級成為多餘軍艦，相繼在1950年代前退役停放。韓戰爆發後，大部分艾塞克斯級重返現役，只有富蘭克林號及碉堡山號繼續停放。1950年代末，新式航空母艦福萊斯特級開始服役，小鷹級亦於1960年代服役，艾塞克斯級的配置已然殘舊，陸續退役。
未曾改建的艾塞克斯級先被淘汰。菲律賓海號在1958年退役，次年雷伊泰號亦退役；1960年代，安提頓號、尚普蘭湖號、塔拉瓦號三艘未改建或SCB-27A艦退役；1969年，蘭道夫號、艾塞克斯號兩艘SCB-125艦亦開始退役；三艘兩棲突擊艦：拳師號、普林斯頓號及福治谷號於1969及1970年退役；同於1970年退役的尚有班寧頓號、奇爾沙治號、約克鎮號及大黃蜂號；好人理查號完成越戰巡航後，與香格里拉號於1971年退役；胡蜂號、提康德羅加號及無畏號則先後於1972年、1973年及1974年退役。漢考克號與奧里斯卡尼號一直擔任攻擊航母，直到1976年退役。最後一艘退役的艾塞克斯級是列星頓號，她由1962年開始一直擔任訓練艦，直至1991年方才退役。
大半退役艾塞克斯級均在1970年代出售拆解，只有五艦分別在1966年（富蘭克林號）、1968年（塔拉瓦號）、1988年（香格里拉號）、1992年（好人理查號）及1994年（班寧頓號）拆解。列根政府當政時，曾建議復修好人理查號及奧里斯卡尼號，投入現役，但因成本過高而被國會否決。奧里斯卡尼號最終在2006年被海軍鑿沉作人工魚礁。
四艘艾塞克斯級在民間籌集到足夠捐款，未有拆解，改為博物館艦。約克鎮號於1975年起在南卡羅萊納州快意山（Mount Pleasant）的愛國者地（Patriot’s Point）對外開放；無畏號則在1982年於紐約開放；列星頓號則在1992年於德克薩斯州聖體市開放；最後大黃蜂號在1998年於阿拉米達開放。

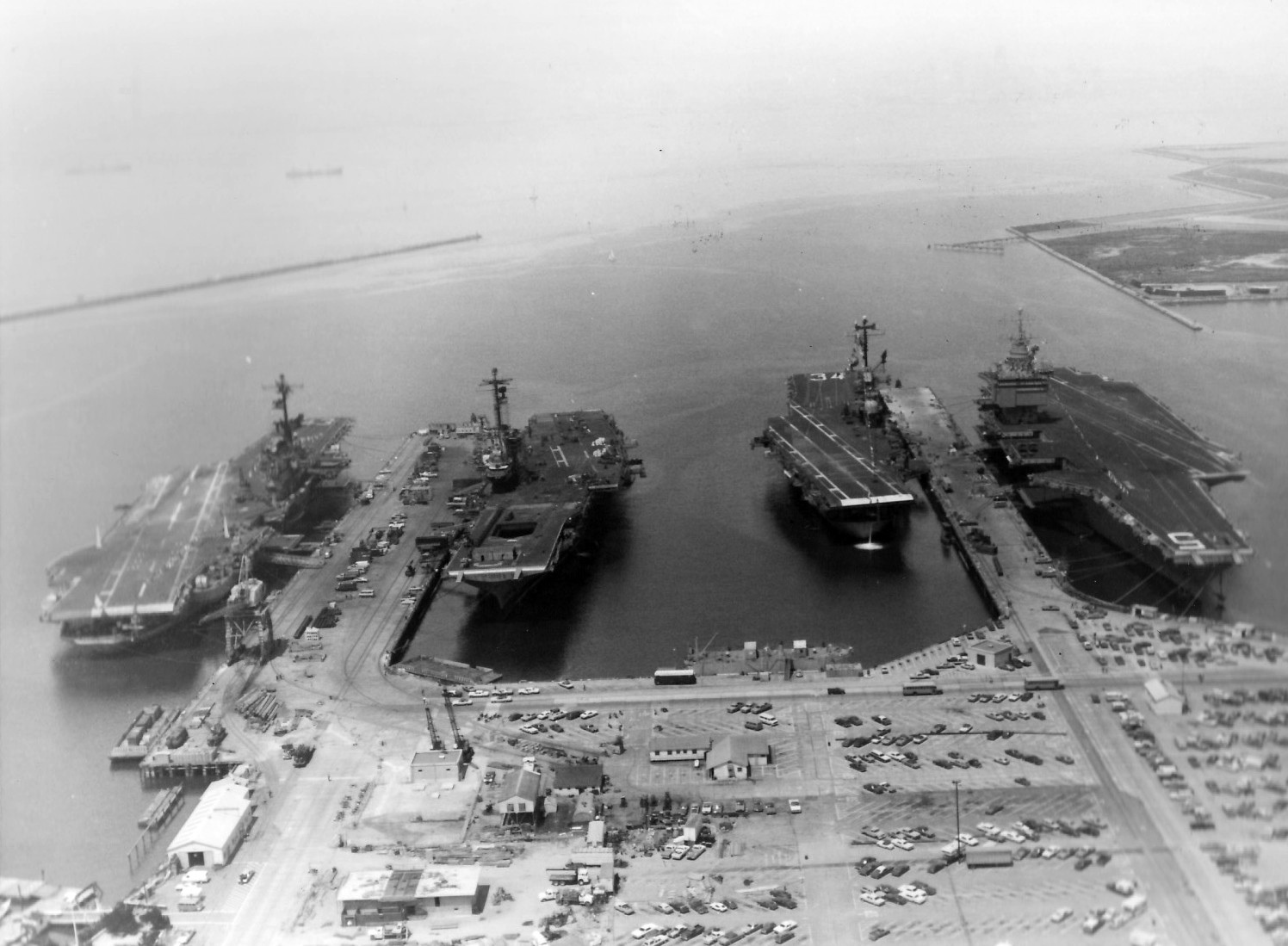
時移世易：越戰時期，四艘美國航空母艦停泊於阿拉米達。最左面為中途島級的珊瑚海號；最右為全球第一艘核動力航空母艦企業號。兩艦不論在性能或體型，均將中間的兩艘艾塞克斯級－－漢考克號及奧里斯卡尼號比下去。
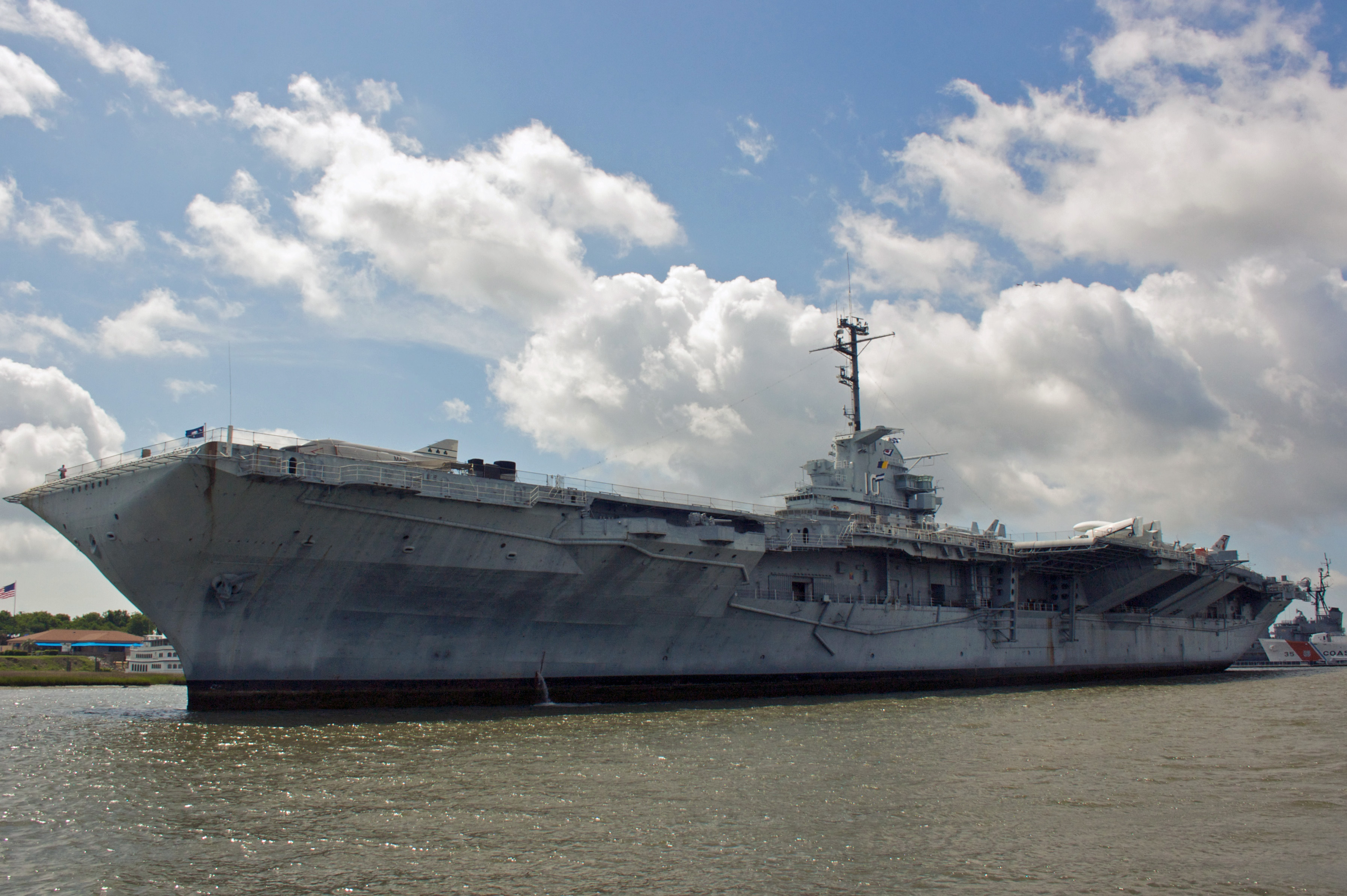
退役後改建為博物館艦的約克鎮號，停泊在南卡羅萊納州快意山。
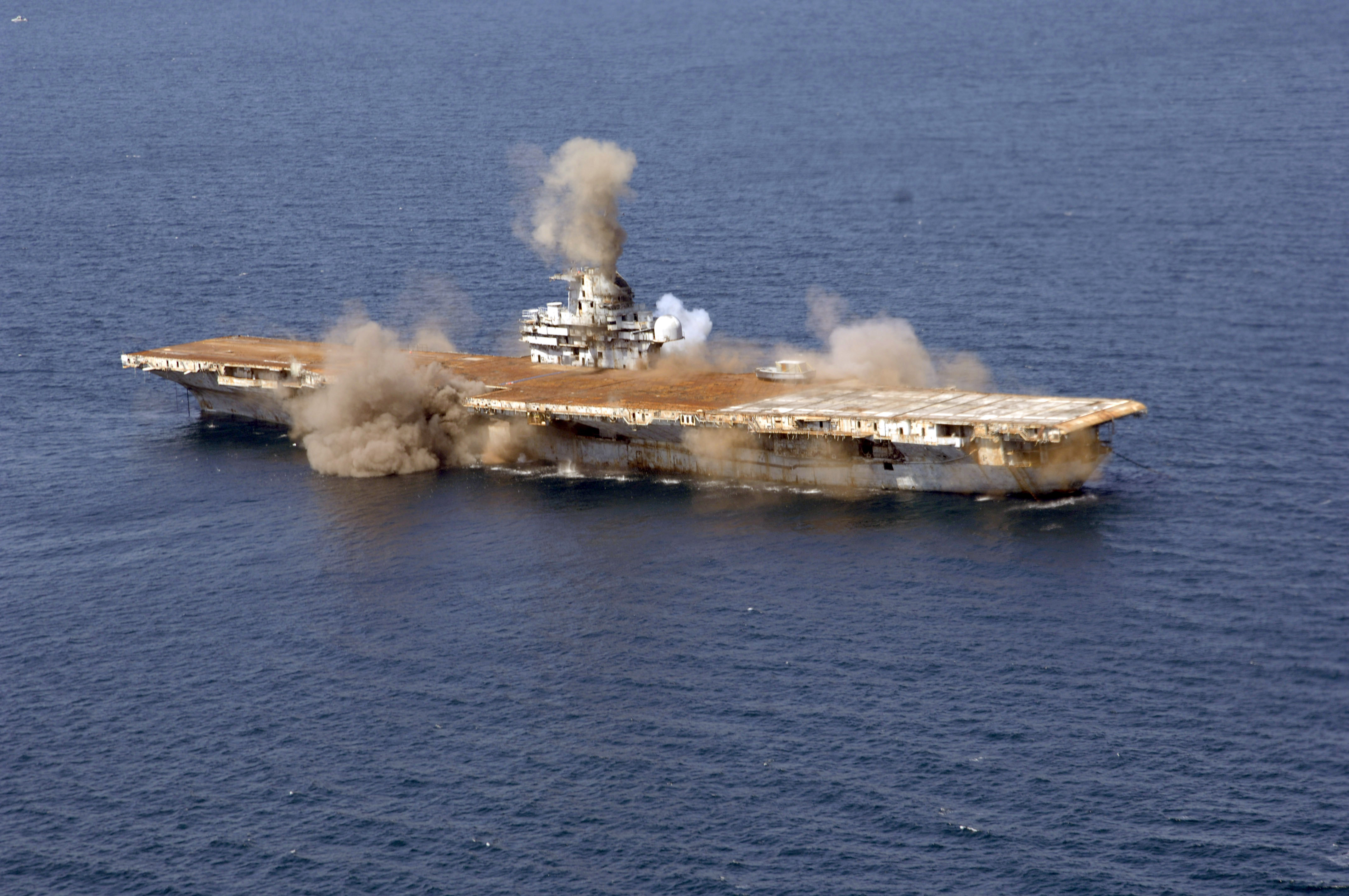
2006年5月17日，停放多年的奧里斯卡尼號被鑿沉作人工魚礁。

## 列表
| 序號 | 舰名                 | 弦號  | 造船廠           | 龍骨安放时间   | 下水时间       | 开始服役时间   | 退役时间       | 现况                         |
| ---- | -------------------- | ----- | ---------------- | -------------- | -------------- | -------------- | -------------- | ---------------------------- |
| 1    | 艾塞克斯號航空母艦   | CV-9  | 紐波特紐斯造船廠 | 1941年4月28日  | 1942年7月31日  | 1942年12月31日 | 1969年6月30日  | 1975年6月1日出售拆解         |
| 2    | 約克鎮號航空母艦     | CV-10 | 紐波特紐斯造船廠 | 1941年12月1日  | 1943年1月21日  | 1943年4月15日  | 1970年6月27日  | 1975年10月13日捐贈作博物館艦 |
| 3    | 無畏號航空母艦       | CV-11 | 紐波特紐斯造船廠 | 1941年12月1日  | 1943年4月26日  | 1943年8月16日  | 1974年3月15日  | 1981年4月27日捐贈作博物館艦  |
| 4    | 大黃蜂號航空母艦     | CV-12 | 紐波特紐斯造船廠 | 1942年8月3日   | 1943年8月30日  | 1943年11月29日 | 1970年6月24日  | 1998年5月26日捐贈作博物館艦  |
| 5    | 富蘭克林號航空母艦   | CV-13 | 紐波特紐斯造船廠 | 1942年12月7日  | 1943年10月14日 | 1944年1月31日  | 1947年2月17日  | 1966年7月27日出售拆解        |
| 6    | 提康德羅加號航空母艦 | CV-14 | 紐波特紐斯造船廠 | 1943年3月1日   | 1944年2月7日   | 1944年5月8日   | 1973年9月1日   | 1974年8月15日出售拆解        |
| 7    | 蘭道夫號航空母艦     | CV-15 | 紐波特紐斯造船廠 | 1943年5月10日  | 1944年6月28日  | 1944年10月9日  | 1969年2月13日  | 1975年5月15日出售拆解        |
| 8    | 列星頓號航空母艦     | CV-16 | 福爾河造船廠     | 1941年7月15日  | 1942年9月26日  | 1943年2月17日  | 1991年11月8日  | 1992年6月15日捐贈作博物館    |
| 9    | 碉堡山號航空母艦     | CV-17 | 福爾河造船廠     | 1941年9月15日  | 1942年12月7日  | 1943年5月24日  | 1947年1月9日   | 1973年5月出售拆解            |
| 10   | 胡蜂號航空母艦       | CV-18 | 福爾河造船廠     | 1942年3月18日  | 1943年8月17日  | 1943年11月24日 | 1972年7月1日   | 1973年5月21日出售拆解        |
| 11   | 漢考克號航空母艦     | CV-19 | 福爾河造船廠     | 1943年1月26日  | 1944年1月24日  | 1944年4月15日  | 1976年1月30日  | 1976年9月1日出售拆解         |
| 12   | 班寧頓號航空母艦     | CV-20 | 布魯克林造船廠   | 1942年12月15日 | 1944年2月26日  | 1944年8月6日   | 1970年1月15日  | 1994年1月12日出售拆解        |
| 13   | 拳師號航空母艦       | CV-21 | 紐波特紐斯造船廠 | 1943年9月13日  | 1944年12月14日 | 1945年4月16日  | 1969年12月1日  | 1971年3月13日出售拆解        |
| 14   | 好人理查號航空母艦   | CV-31 | 布魯克林造船廠   | 1943年2月1日   | 1944年4月29日  | 1944年11月26日 | 1971年7月2日   | 1992年4月10日出售拆解        |
| 15   | 雷伊泰號航空母艦     | CV-32 | 紐波特紐斯造船廠 | 1944年2月21日  | 1945年8月23日  | 1946年4月11日  | 1959年5月15日  | 1970年9月出售拆解            |
| 16   | 奇爾沙治號航空母艦   | CV-33 | 布魯克林造船廠   | 1944年3月1日   | 1945年5月4日   | 1946年3月2日   | 1970年2月13日  | 1974年1月18日出售拆解        |
| 17   | 奧里斯卡尼號航空母艦 | CV-34 | 布魯克林造船廠   | 1944年5月1日   | 1945年10月13日 | 1950年9月25日  | 1976年9月30日  | 2006年5月17日鑿沉作人工魚礁  |
| 18   | 安提頓號航空母艦     | CV-36 | 費城造船廠       | 1943年5月15日  | 1944年8月20日  | 1945年1月28日  | 1963年5月8日   | 1974年2月28日出售拆解        |
| 19   | 普林斯頓號航空母艦   | CV-37 | 費城海軍造船廠   | 1943年9月14日  | 1945年7月8日   | 1945年11月18日 | 1970年1月30日  | 1973年9月出售拆解            |
| 20   | 香格里拉號航空母艦   | CV-38 | 諾福克造船廠     | 1943年1月15日  | 1944年2月24日  | 1944年9月15日  | 1971年7月30日  | 1988年8月9日出售拆解         |
| 21   | 尚普蘭湖號航空母艦   | CV-39 | 諾福克造船廠     | 1943年3月15日  | 1944年11月2日  | 1945年6月3日   | 1966年5月2日   | 1972年4月28日出售拆解        |
| 22   | 塔拉瓦號航空母艦     | CV-40 | 諾福克造船廠     | 1944年3月1日   | 1945年5月12日  | 1945年12月8日  | 1960年5月13日  | 1968年10月3日出售拆解        |
| 23   | 福吉谷號航空母艦     | CV-45 | 費城造船廠       | 1944年9月7日   | 1945年11月18日 | 1946年11月3日  | 1970年1月15日  | 1971年10月29日出售拆解       |
| 24   | 菲律賓海號航空母艦   | CV-47 | 福爾河造船廠     | 1944年8月19日  | 1945年9月5日   | 1946年5月11日  | 1958年12月28日 | 1971年3月23日出售拆解        |
| 25   | 復仇號航空母艦       | CV-35 | 布魯克林造船廠   | 1944年7月1日   | 1945年         | 從未           | 從未           | 1949年8月2日出售拆解         |
| 26   | 硫磺島號航空母艦     | CV-46 | 紐波特紐斯造船廠 | 1945年1月29日  | 從未           | 從未           | 從未           | 1945年8月12日取消建造        |